# Stafilococ auriu meticilino-rezistent

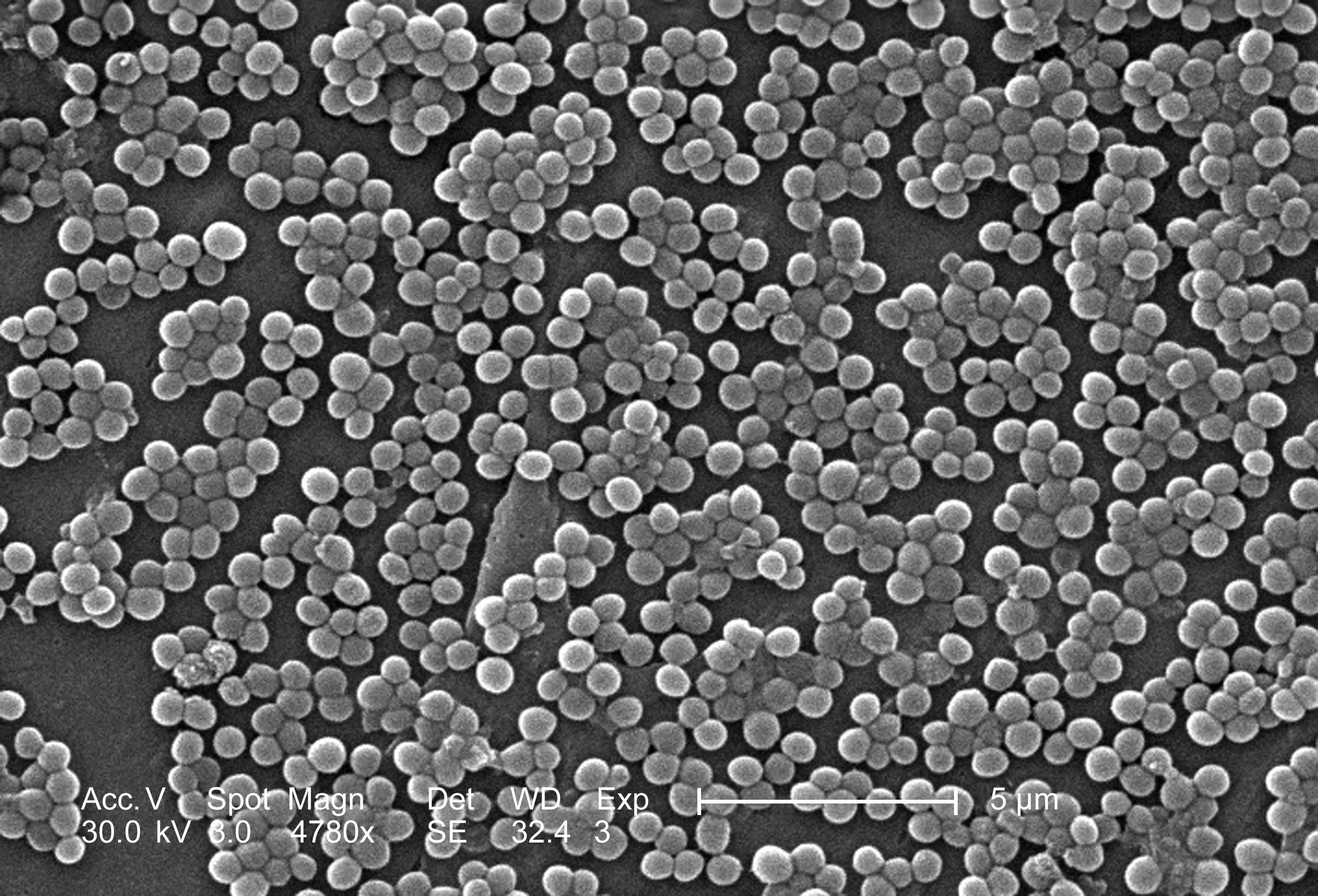
Colonie de MRSA văzută la microscop electronic

Termenul de stafilococ auriu meticilino-rezistent (adesea prescurtat MRSA, din engleză Methicillin-resistant Staphylococcus aureus) face referire la un grup de bacterii Gram-pozitive care sunt diferite din punct de vedere genetic de alte tulpini de stafilococ auriu, Staphylococcus aureus. MRSA este responsabil de producerea câtorva infecții bacteriene la om care sunt extrem dificil de tratat. MRSA este acea tulpină de S. aureus care a dezvoltat multi-rezistență la antibiotice (în special antibiotice beta-lactamice, standardul fiind meticilina) prin trasfer orizonal de gene și selecție naturală.
Prin toxinele sale S. aureus poate cauza diferite afecțiuni, de la reacții cutanate până la septicemii grave.
În ultimul timp a crescut în spitale și clinici numărul de infecții cauzate de bacterie. Această escaladare a numărului de îmbolnăviri este favorizată de măsuri profilactice la care măsurile de igienă sunt insuficiente. La această agravare a situației contribuie și pregătirea și informarea insuficientă despre agentul patogen, a personalului sanitar, ce poate duce la creșterea numărului cazurilor de morbiditate și mortalitate. 